# Michael Paxton

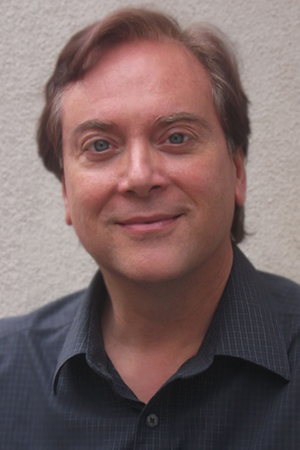
Michael Paxton, 2012

Michael Paxton (* 29. März 1957 in Kingston (New York) als Michael Anthony Palumbo) ist ein US-amerikanischer Produzent, Regisseur und Autor. Sein Dokumentarfilm Ayn Rand: A Sense of Life wurde 1998 für den Oscar für den besten Dokumentarfilm nominiert und mit dem Satellite Award ausgezeichnet.

## Leben
Er studierte zunächst Philosophie an der University at Albany, The State University of New York und schloss das Studium 1979 mit einem Bachelor ab. Es folgte ein Studium am Graduate Institute of Film and Television der New York University, welches er mit einem Master abschloss. Seine Abschlussarbeit, der Kurzfilm Forbidden Fruit, erhielt Auszeichnungen der Universität.
Seine Karriere im Filmwesen begann in Los Angeles als Animator.
Er inszenierte zwischenzeitlich  1989 das Theaterstück Ideal von Ayn Rand in Los Angeles. Insgesamt arbeitete er über die folgenden Jahrzehnte für Fox, Walt Disney Animation Features, Sony Image Works, und Warner Bros. Er lehrte auch am California Institute of the Arts.
1996 kam sein Film Ayn Rand: A Sense of Life heraus, der 1998 für einen Oscar nominiert wurde.